# حضرموت (تونس)
حضرموت بالفينيقية ادرمت(𐤀𐤃𐤓𐤌𐤕)، (باللاتينية: Hadrumetum) كانت من أهم المدن الساحلية لأفريقيا الرومانية (روما القديمة) والواقعة على ساحل مقاطعة بيزاسينا القديمة. تقع حضرموت حاليا في موقع مدينة سوسة في تونس.

## الأصل والوضع
في حوالي 1100 ق م، أسس الفينيقيون محطة تجارية بحرية في أوتيك (تونس حاليا) ثم آخر في حضرموت (سوسة).الاسم الفينيقي والبونيقي للمكان كان درمت(𐤃𐤓𐤌𐤕)، "جنوبي"، أو ادرمت(𐤀𐤃𐤓𐤌𐤕)، "الجنوبي" ، ذكرت المدينة في العديد من المصادر القديمة ولكن بأسماء مختلفة رومانية ويونانية مثل . حسب سالوست في كتابه حرب يوغرطة، فإن حضرموت هي مؤسسة فينيقية مزدهرة شيدها الصوريون مثل قرطاج وأوتيك. أصبحت محطة تجارية أساسية في المنطقة، وهو ما تبينه الشواهد القبرية توفات المخصصة للإله بعل آمون.

حسب عالم الآثار ستيفان جزيل، فإن المدينة تم محاصرتها من قبل أغاثقلس في 310 ق م، ثم في 202 و203 ق م شهدت تحضيرات سكيبيو الإفريقي فيها لمعركة زامة. في وقت كانت فيه متصلة بقرطاج، تحصلت إثر الغزو الروماني على حكم ذاتي نسبي، وكانت من بين المدن الحرة السبعة في أفريقيا الرومانية. تحت حكم الإمبراطور الروماني تراجان، تحصلت على لقب مستعمرة فخرية.

## الحياة الاقتصادية

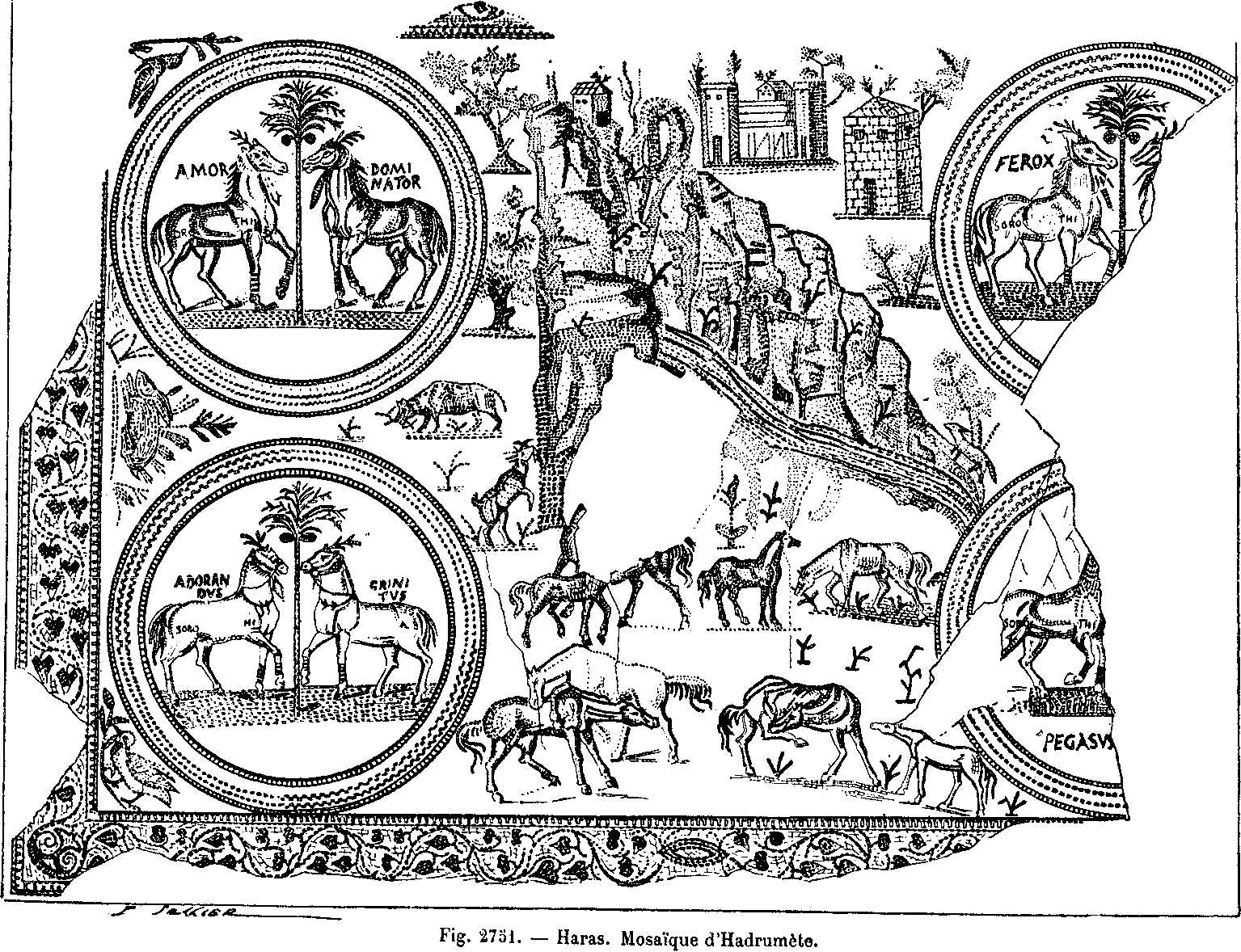
فسيفساء لحضرموت.

يتكون ميناء المدينة من حوض داخلي اصطناعي، ويبدو أنه قد أظهر بالفعل بعض النشاط في العصر القرطاجي. ساحلها المتميز وثراء منطقتها النائية ومكانتها كعاصمة لمقاطعة بيزاسينا يجعل منها مدينة ثرية ومعروفة. بلغ عدد سكان المدينة في ذروة قوتها بين 20 و000 30 ألف ساكن. اشتهرت المدينة بصناعة الأمفوارت من النوع الساحلي، وهو ما يعكس ديناميكيتها الاقتصادية. كبار التجار المحليين والإيطاليين كانوا يستحوذون على قطاعها التجاري.

## الحياة الثقافية والفنية والدينية
تجلى التأثير الروماني في المدينة في وقت مبكر جدا بتنوع كبير وخاصة في المجال الفني. وهو مثال جيد على الفن الروماني الأفريقي الذي وصفه جيلبار شارل بيكار من "بالباروك الأفريقي"، وكان ذلك متجليا في ميدانين رئيسيين، الشعر الجنائزي وفن الفسيفساء. أشهر فسيفساء في حضرموت هي بالتأكيد فسيفساء فيرجيل، التي تمثل الشاعر محاطا باثنين من إلهات الإلهام.

ميزة أخرى توضح رومانية سكان حضرموت، هو الشعر الجنائزي الذي وصل لنا من قبل نقش الضريح التذكاري للوسيوس أوميدوس ليبيراليس (الذي ألف من قبل شقيقه).

دواميس حضرموت تحتوي على أكثر من 000 15 مقبرة تعود للقرنين الثاني والرابع.

## مقالات ذات صلة
- المتحف الأثري بسوسة

## بيبليوغرافيا
- Maldonado López, Gabriel (2013)، المدن البونيقية الفينيقية في شمال أفريقيا... (PDF). (بالإسبانية)
- غابرييل كامبس، الموسوعة البربرية، المجلد 22، دار نشر Édisud، آكس أون بروفانس، 2000.
- بول كوربييه ومارك غريشيمر، L’Afrique romaine 146 av. J.-C.- 439 apr. J.-C.، دار نشر Ellipses، باريس، 2005 (ردمك 978-2729824419).
- جيلبار شارل بيكار، La civilisation de l’Afrique romaine، دار نشر Plon، باريس، 1959.
- فرانسوا دوكريه، Le christianisme en Afrique du Nord ancienne، دار نشر Seuil، باريس، 1996 (ردمك 978-2020227742).
- ستيفان جزيل، Histoire ancienne de l'Afrique du Nord، دار نشر Hachette، باريس، 1913-1929.